# Leuc
Leuc  est une commune française, située dans le Nord-Ouest du département de l'Aude en région Occitanie.
Sur le plan historique et culturel, la commune fait partie du Carcassès, un pays centré sur la ville de Carcassonne, entre les prémices du Massif central et les contreforts pyrénéens. Exposée à un climat méditerranéen, elle est drainée par le Lauquet, le ruisseau de Toron, le ruisseau de Cazals et par deux autres cours d'eau. La commune possède un patrimoine naturel remarquable composé de deux zones naturelles d'intérêt écologique, faunistique et floristique.
Leuc est une commune rurale qui compte 823 habitants en 2022, après avoir connu une forte hausse de la population depuis 1975. Elle fait partie de l'aire d'attraction de Carcassonne. Ses habitants sont appelés les Leucois ou Leucoises.
Le patrimoine architectural de la commune comprend deux  immeubles protégés au titre des monuments historiques : la chapelle Saint-Laurent, inscrite en 1948, et le château, inscrit en 1948.

## Géographie
Leuc est une commune de l'aire urbaine de Carcassonne qui est située dans le massif des Corbières près du Lauquet à 8 km de Carcassonne sur la Méridienne verte, qui a été fêtée en 2000 : le méridien de Paris.
Accès par la gare de Couffoulens - Leuc.

### Communes limitrophes
Les communes limitrophes sont  Cavanac, Couffoulens, Ladern-sur-Lauquet, Palaja, Verzeille et Villefloure.
|             | Cavanac   | Palaja (par un quadripoint) |
| Couffoulens | Leuc      | Villefloure                 |
|             | Verzeille | Ladern-sur-Lauquet          |

### Hydrographie
La commune est dans la région hydrographique « Côtiers méditerranéens », au sein du bassin hydrographique Rhône-Méditerranée-Corse. Elle est drainée par le Lauquet, le ruisseau de Toron, le ruisseau de Cazals, le ruisseau de Saint-Martin et le ruisseau du Prat, qui constituent un réseau hydrographique de 13 km de longueur totale,.
Le Lauquet, d'une longueur totale de 36,3 km, prend sa source dans la commune de Bouisse et s'écoule vers le nord. Il traverse la commune et se jette dans l'Aude à Couffoulens, après avoir traversé 10 communes.
Le ruisseau de Toron, d'une longueur totale de 11,5 km, prend sa source dans la commune de Villefloure et s'écoule vers l'ouest puis se réoriente au nord. Il traverse la commune et se jette dans l'Aude à Cavanac, après avoir traversé 3 communes.

### Climat
Pour des articles plus généraux, voir Climat de l'Occitanie et Climat de l'Aude.
En 2010, le climat de la commune est de type climat du Bassin du Sud-Ouest, selon une étude s'appuyant sur une série de données couvrant la période 1971-2000. En 2020, Météo-France publie une typologie des climats de la France métropolitaine dans laquelle la commune est exposée à un climat océanique altéré et est dans la région climatique Aquitaine, Gascogne, caractérisée par une pluviométrie abondante au printemps, modérée en automne, un faible ensoleillement au printemps, un été chaud (19,5 °C), des vents faibles, des brouillards fréquents en automne et en hiver et des orages fréquents en été (15 à 20 jours).
Pour la période 1971-2000, la température annuelle moyenne est de 13,6 °C, avec une amplitude thermique annuelle de 15,9 °C. Le cumul annuel moyen de précipitations est de 642 mm, avec 8,7 jours de précipitations en janvier et 4,3 jours en juillet. Pour la période 1991-2020, la température moyenne annuelle observée sur la station météorologique la plus proche, située sur la commune de Carcassonne à 8 km à vol d'oiseau, est de 14,4 °C et le cumul annuel moyen de précipitations est de 665,0 mm,. Pour l'avenir, les paramètres climatiques de la commune estimés pour 2050 selon différents scénarios d'émission de gaz à effet de serre sont consultables sur un site dédié publié par Météo-France en novembre 2022.

### Milieux naturels et biodiversité
L’inventaire des zones naturelles d'intérêt écologique, faunistique et floristique (ZNIEFF) a pour objectif de réaliser une couverture des zones les plus intéressantes sur le plan écologique, essentiellement dans la perspective d’améliorer la connaissance du patrimoine naturel national et de fournir aux différents décideurs un outil d’aide à la prise en compte de l’environnement dans l’aménagement du territoire. Une ZNIEFF de type 1 est recensée sur la commune : la « plaine de l'Aude à Carcassonne » (1 130 ha), couvrant 8 communes du département et une ZNIEFF de type 2, : les « Corbières occidentales » (59 005 ha), couvrant 66 communes du département.

Carte des ZNIEFF de type 1 et 2 à Leuc.
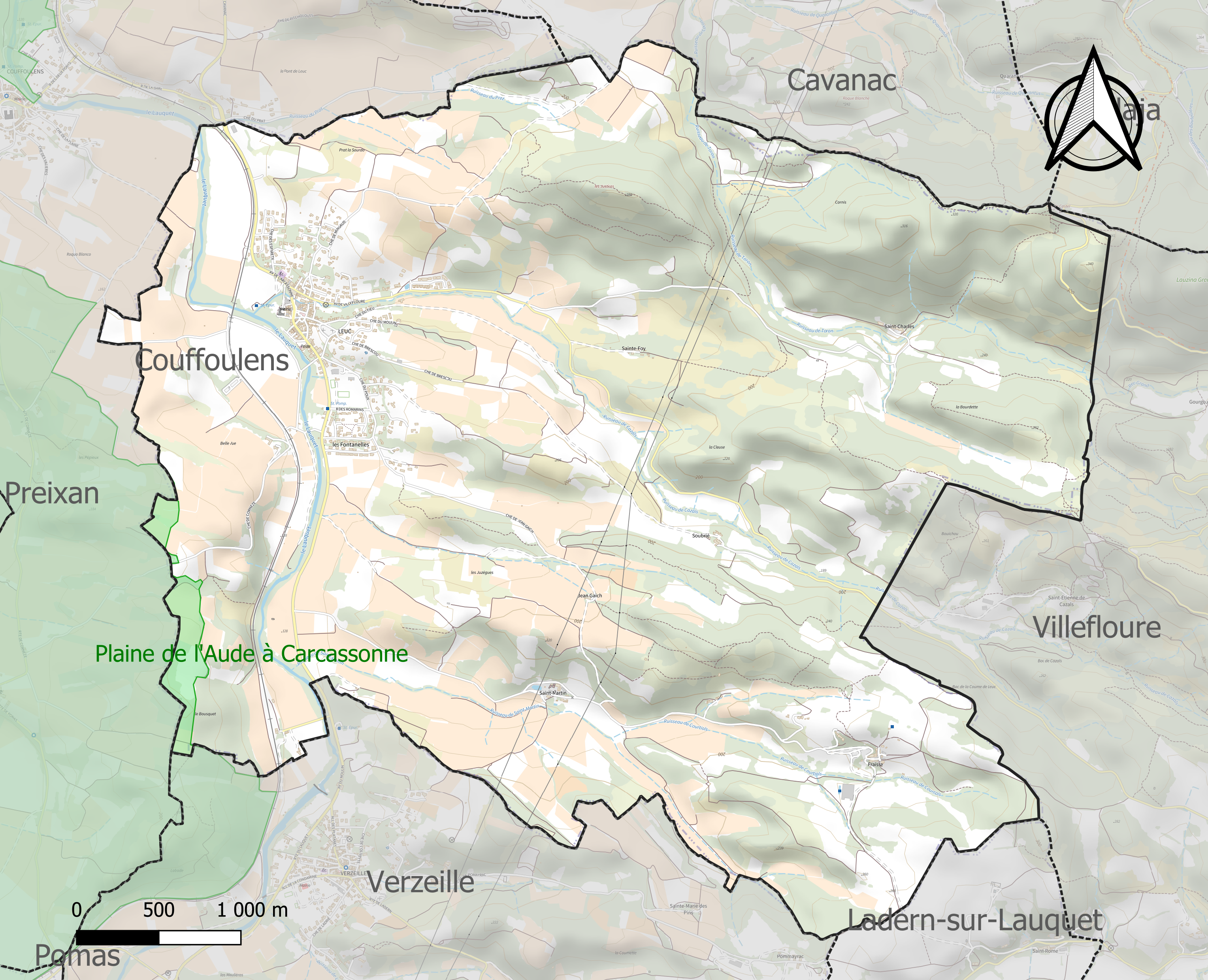
Carte de la ZNIEFF de type 1 sur la commune.
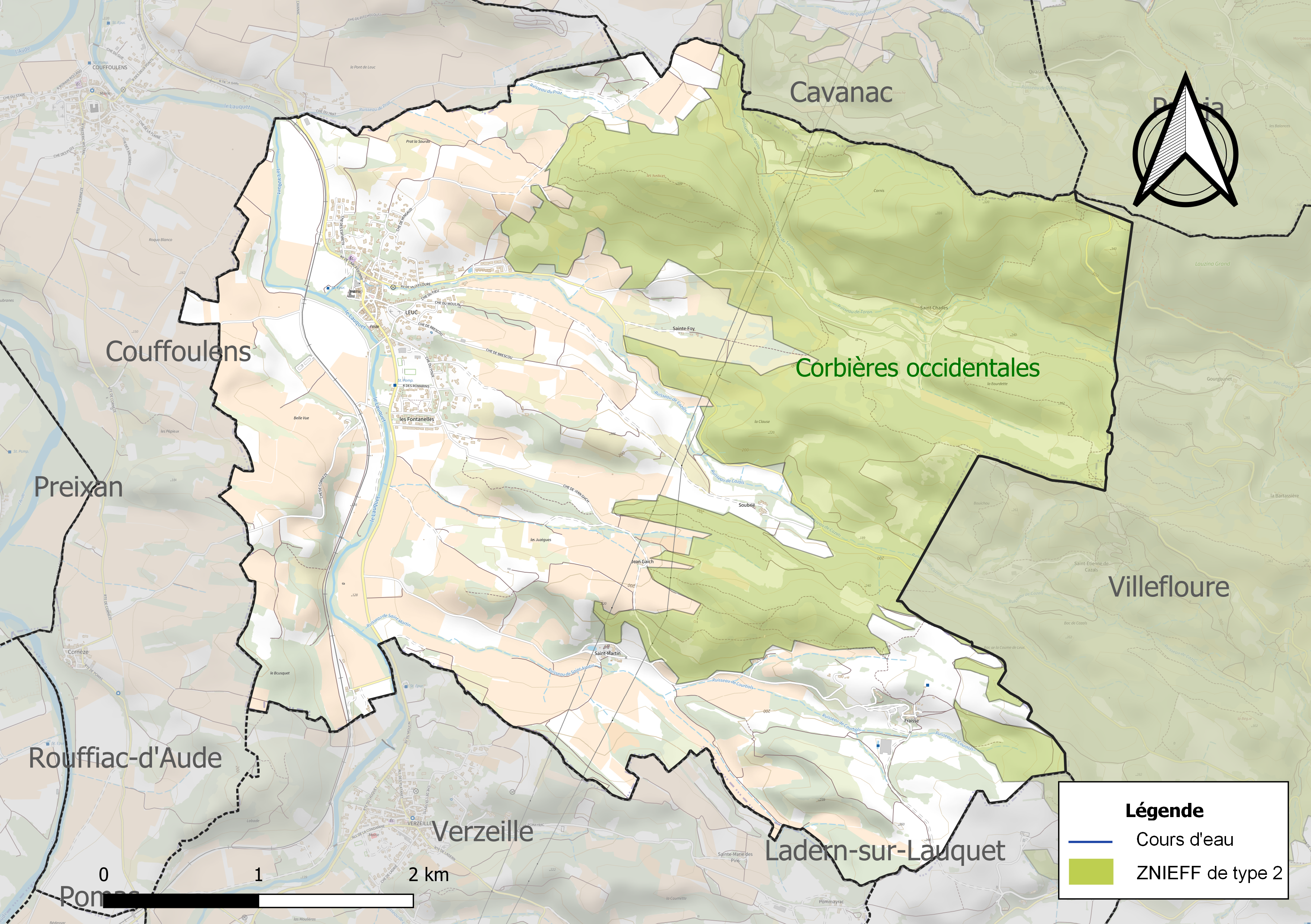
Carte de la ZNIEFF de type 2 sur la commune.

## Urbanisme

### Typologie
Au 1er janvier 2024, Leuc est catégorisée commune rurale à habitat dispersé, selon la nouvelle grille communale de densité à 7 niveaux définie par l'Insee en 2022.
Elle est située hors unité urbaine. Par ailleurs la commune fait partie de l'aire d'attraction de Carcassonne, dont elle est une commune de la couronne,. Cette aire, qui regroupe 115 communes, est catégorisée dans les aires de 50 000 à moins de 200 000 habitants,.

### Occupation des sols
L'occupation des sols de la commune, telle qu'elle ressort de la base de données européenne d’occupation biophysique des sols Corine Land Cover (CLC), est marquée par l'importance des territoires agricoles (75,1 % en 2018), une proportion sensiblement équivalente à celle de 1990 (75,3 %). La répartition détaillée en 2018 est la suivante : cultures permanentes (46 %), zones agricoles hétérogènes (22,3 %), milieux à végétation arbustive et/ou herbacée (18 %), prairies (6,9 %), forêts (4,2 %), zones urbanisées (2,6 %). L'évolution de l’occupation des sols de la commune et de ses infrastructures peut être observée sur les différentes représentations cartographiques du territoire : la carte de Cassini (XVIIIe siècle), la carte d'état-major (1820-1866) et les cartes ou photos aériennes de l'IGN pour la période actuelle (1950 à aujourd'hui).

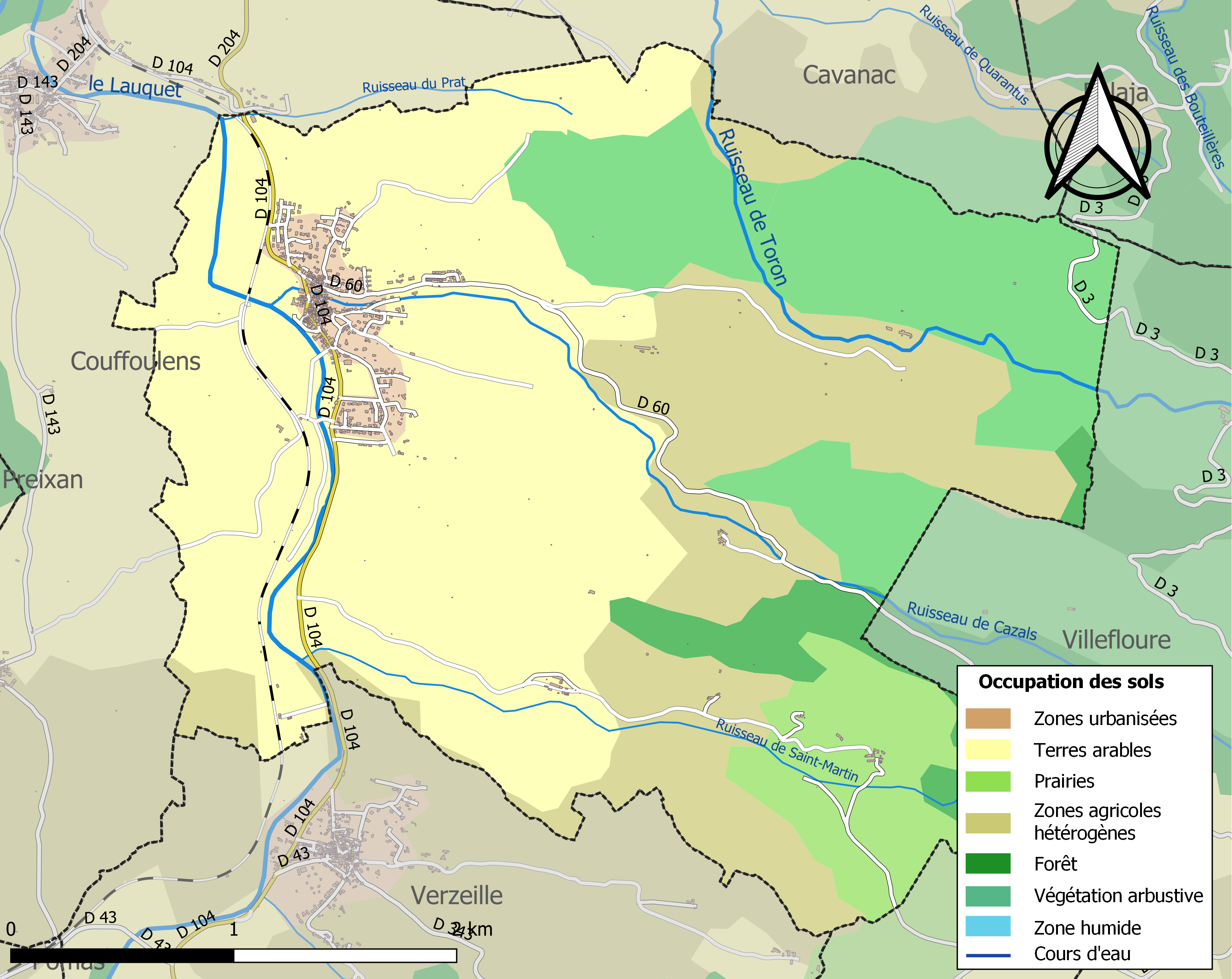
Carte des infrastructures et de l'occupation des sols de la commune en 2018 (CLC).

### Risques majeurs
Le territoire de la commune de Leuc est vulnérable à différents aléas naturels : météorologiques (tempête, orage, neige, grand froid, canicule ou sécheresse), inondations, feux de forêts et séisme (sismicité faible). Il est également exposé à un risque technologique, la rupture d'un barrage. Un site publié par le BRGM permet d'évaluer simplement et rapidement les risques d'un bien localisé soit par son adresse soit par le numéro de sa parcelle.

#### Risques naturels
Certaines parties du territoire communal sont susceptibles d’être affectées par le risque d’inondation par débordement de cours d'eau, notamment le Lauquet et le ruisseau de Toron. La commune a été reconnue en état de catastrophe naturelle au titre des dommages causés par les inondations et coulées de boue survenues en 1982, 1992, 1996, 1999, 2009 et 2018,.

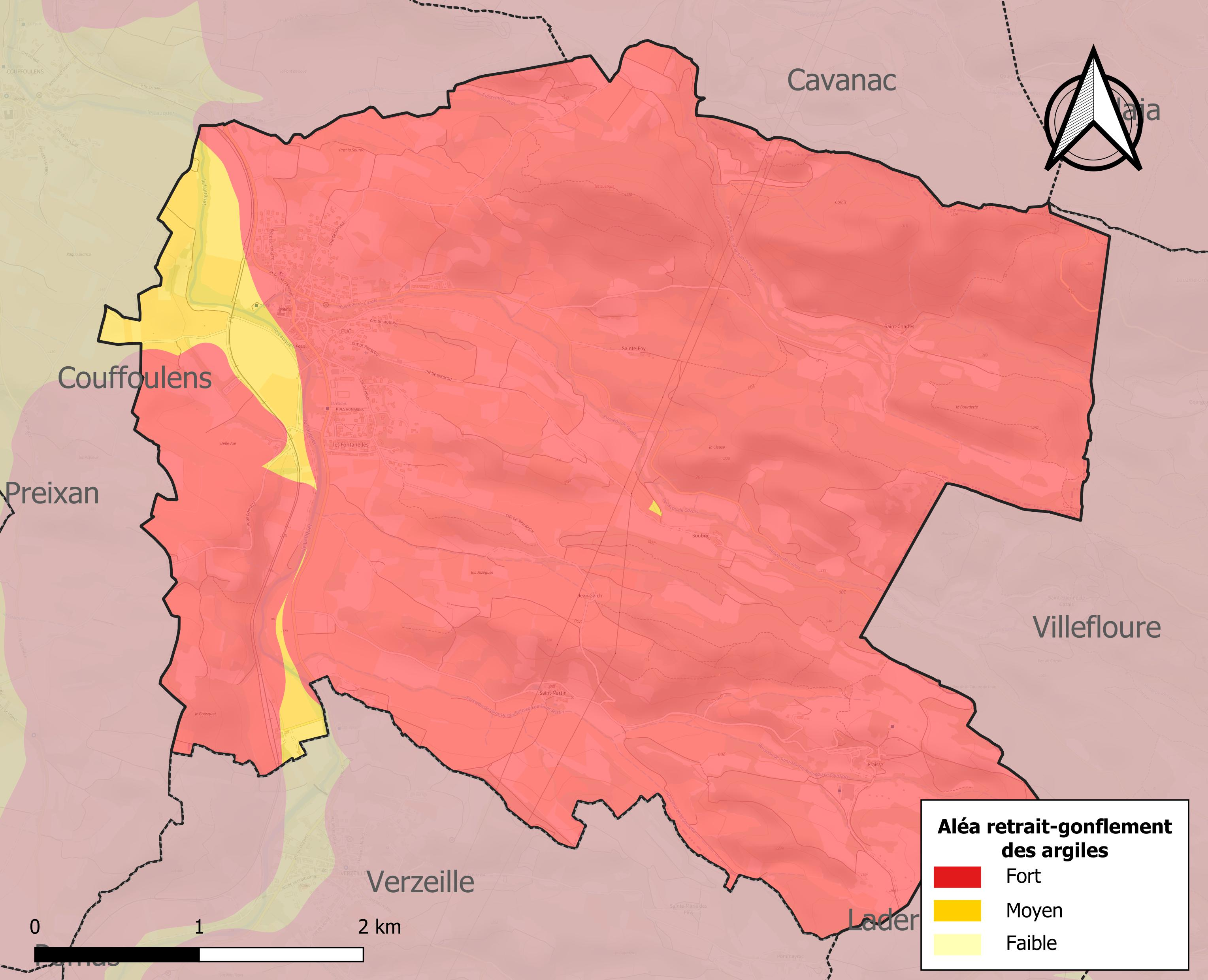
Carte des zones d'aléa retrait-gonflement des sols argileux de Leuc.

Le retrait-gonflement des sols argileux est susceptible d'engendrer des dommages importants aux bâtiments en cas d’alternance de périodes de sécheresse et de pluie. La totalité de la commune est en aléa moyen ou fort (75,2 % au niveau départemental et 48,5 % au niveau national). Sur les 424 bâtiments dénombrés sur la commune en 2019, 424 sont en aléa moyen ou fort, soit 100 %, à comparer aux 94 % au niveau départemental et 54 % au niveau national. Une cartographie de l'exposition du territoire national au retrait gonflement des sols argileux est disponible sur le site du BRGM,.

#### Risques technologiques
La commune est en outre située en aval des barrages de Matemale et de Puyvalador, deux ouvrages de classe A, situés dans le département des Pyrénées-Orientales. À ce titre elle est susceptible d’être touchée par l’onde de submersion consécutive à la rupture d'un de ces ouvrages.

## Histoire
Le « feudum de Leoco » est cité en 1110 ; le « castrum » en 1215.
Au Moyen Âge, plusieurs seigneurs issus de familles de la province, vont se partager successivement le territoire de Leuc.
Au milieu du XVe siècle, la seigneurie de Leuc passe à la famille Dax, une très ancienne famille originaire de Carcassonne qui donna plusieurs consuls de la Cité au Moyen Âge et resta présente dans la Haute vallée de l'Aude, notamment à Axat, jusqu'à l'orée du XXe siècle. C'est Arnaud Dax, consul de Carcassonne qui en fait l'acquisition en 1457. Il devint peu après seigneur d'Axat, La Serpent, Trèbes et autres places.
Au XVIe siècle durant les guerres de Religion, Leuc est prise par les Ligueurs en 1589.
Au XVIIe siècle, le château et la seigneurie de Leuc appartiennent à la famille de Lévis.
Un incendie ravage le château en 1791, il est remanié intérieurement au XIXe siècle.

Le 25 mai 1969, la commune de Leuc est frappée par une tornade de type F3 qui ravage le village. Un peu plus tôt, une tornade de même intensité a détruit des hameaux et transporté des objets sur plus d'un kilomètre sur la commune de Lagarde en Ariège. Une telle vague de puissantes tornades est rare en France, même si le phénomène en lui-même est fréquent sur le territoire.

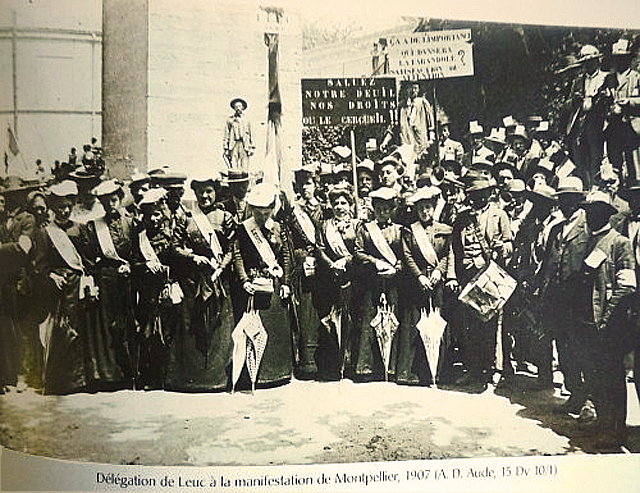
Les dames de Leuc à la manifestation de Montpellier, le 9 juin 1907.

## Politique et administration

### Liste des maires
| Période                                  | Période  | Identité         | Étiquette          | Qualité                    |
| ---------------------------------------- | -------- | ---------------- | ------------------ | -------------------------- |
| 2020                                     | En cours | Jean Marie Jordy | SE                 | Retraité                   |
| 2001                                     | 2020     | Bernard Calvet   | SE                 | Retraité de l'enseignement |
| 1965                                     | 2001     | Guy Noury        | SFIO-PS            |                            |
| 1953                                     | 1965     | Pierre Costessec |                    | Propriétaire               |
| 1935                                     | 1953     | Émile Delteil    | Radical-socialiste | Chirurgien                 |
|                                          |          | Jean Ormières    |                    | Propriétaire               |
| Les données manquantes sont à compléter. |          |                  |                    |                            |

## Population et société

### Démographie
L'évolution du nombre d'habitants est connue à travers les recensements de la population effectués dans la commune depuis 1793. Pour les communes de moins de 10 000 habitants, une enquête de recensement portant sur toute la population est réalisée tous les cinq ans, les populations de référence des années intermédiaires étant quant à elles estimées par interpolation ou extrapolation. Pour la commune, le premier recensement exhaustif entrant dans le cadre du nouveau dispositif a été réalisé en 2006.

En 2022, la commune comptait 823 habitants, en évolution de −1,44 % par rapport à 2016 (Aude : +2,65 %, France hors Mayotte : +2,11 %).
| 1793 | 1800 | 1806 | 1821 | 1831 | 1836 | 1841 | 1846 | 1851 |
| ---- | ---- | ---- | ---- | ---- | ---- | ---- | ---- | ---- |
| 511  | 542  | 528  | 593  | 655  | 642  | 665  | 659  | 634  |

| 1856 | 1861 | 1866 | 1872 | 1876 | 1881 | 1886 | 1891 | 1896 |
| ---- | ---- | ---- | ---- | ---- | ---- | ---- | ---- | ---- |
| 551  | 540  | 523  | 505  | 536  | 553  | 545  | 449  | 498  |

| 1901 | 1906 | 1911 | 1921 | 1926 | 1931 | 1936 | 1946 | 1954 |
| ---- | ---- | ---- | ---- | ---- | ---- | ---- | ---- | ---- |
| 508  | 530  | 475  | 471  | 474  | 514  | 472  | 413  | 460  |

| 1962 | 1968 | 1975 | 1982 | 1990 | 1999 | 2006 | 2011 | 2016 |
| ---- | ---- | ---- | ---- | ---- | ---- | ---- | ---- | ---- |
| 431  | 427  | 387  | 529  | 629  | 577  | 601  | 752  | 835  |

| 2021 | 2022 | - | - | - | - | - | - | - |
| ---- | ---- | - | - | - | - | - | - | - |
| 837  | 823  | - | - | - | - | - | - | - |

### Manifestations culturelles et festivités
- Carnaval de Leuc.

### Santé
Leuc dispose d’une maison médicale et d’un pôle santé.

### Sports
Un terrain de sport multimodal et un city-park sont à disposition.

## Économie

### Revenus
En 2018  (données INSEE publiées en septembre 2021), la commune compte 341 ménages fiscaux, regroupant 824 personnes. La médiane du revenu disponible par unité de consommation est de 22 080 € (19 240 € dans le département).

### Emploi
| Division       | 2008   | 2013   | 2018   |
| -------------- | ------ | ------ | ------ |
| Commune        | 6,5 %  | 6,8 %  | 9,6 %  |
| Département    | 10,2 % | 12,8 % | 12,6 % |
| France entière | 8,3 %  | 10 %   | 10 %   |

En 2018, la population âgée de 15 à 64 ans s'élève à 526 personnes, parmi lesquelles on compte 77,8 % d'actifs (68,2 % ayant un emploi et 9,6 % de chômeurs) et 22,2 % d'inactifs,. Depuis 2008, le taux de chômage communal (au sens du recensement) des 15-64 ans est inférieur à celui de la France et du département.
La commune fait partie de la couronne de l'aire d'attraction de Carcassonne, du fait qu'au moins 15 % des actifs travaillent dans le pôle,. Elle compte 151 emplois en 2018, contre 117 en 2013 et 132 en 2008. Le nombre d'actifs ayant un emploi résidant dans la commune est de 364, soit un indicateur de concentration d'emploi de 41,4 % et un taux d'activité parmi les 15 ans ou plus de 61,3 %.
Sur ces 364 actifs de 15 ans ou plus ayant un emploi, 65 travaillent dans la commune, soit 18 % des habitants. Pour se rendre au travail, 91,3 % des habitants utilisent un véhicule personnel ou de fonction à quatre roues, 1,1 % les transports en commun, 5,1 % s'y rendent en deux-roues, à vélo ou à pied et 2,5 % n'ont pas besoin de transport (travail au domicile).

### Activités hors agriculture

#### Secteurs d'activités
59 établissements sont implantés  à Leuc au 31 décembre 2019. Le tableau ci-dessous en détaille le nombre par secteur d'activité et compare les ratios avec ceux du département,.
| Secteur d'activité                                                                                        | Commune | Commune | Département |
| Secteur d'activité                                                                                        | Nombre  | %       | %           |
| --- | ------- | ------- | ----------- |
| Ensemble                                                                                                  | 59      |         |             |
| Industrie manufacturière, industries extractives et autres                                                | 5       | 8,5 %   | (8,8 %)     |
| Construction                                                                                              | 9       | 15,3 %  | (14 %)      |
| Commerce de gros et de détail, transports, hébergement et restauration                                    | 11      | 18,6 %  | (32,3 %)    |
| Activités financières et d'assurance                                                                      | 1       | 1,7 %   | (2,7 %)     |
| Activités immobilières                                                                                    | 2       | 3,4 %   | (5,2 %)     |
| Activités spécialisées, scientifiques et techniques et activités de services administratifs et de soutien | 7       | 11,9 %  | (13,3 %)    |
| Administration publique, enseignement, santé humaine et action sociale                                    | 19      | 32,2 %  | (13,2 %)    |
| Autres activités de services                                                                              | 5       | 8,5 %   | (8,8 %)     |

Le secteur de l'administration publique, l'enseignement, la santé humaine et l'action sociale est prépondérant sur la commune puisqu'il représente 32,2 % du nombre total d'établissements de la commune (19 sur les 59 entreprises implantées à Leuc), contre 13,2 % au niveau départemental.

#### Entreprises
Essentiellement basée sur la viticulture et le tourisme (équitation).

### Agriculture
La commune est dans la « Région viticole » de l'Aude, une petite région agricole occupant une grande partie centrale du département, également dénommée localement « Corbeilles Minervois et Carcasses-Limouxin ». En 2020, l'orientation technico-économique de l'agriculture  sur la commune est la viticulture.
|               | 1988 | 2000 | 2010 | 2020 |
| ------------- | ---- | ---- | ---- | ---- |
| Exploitations | 33   | 22   | 14   | 14   |
| SAU (ha)      | 498  | 597  | 589  | 603  |

Le nombre d'exploitations agricoles en activité et ayant leur siège dans la commune est passé de 33 lors du recensement agricole de 1988  à 22 en 2000 puis à 14 en 2010 et enfin à 14 en 2020, soit une baisse de 58 % en 32 ans. Le même mouvement est observé à l'échelle du département qui a perdu pendant cette période 60 % de ses exploitations,. La surface agricole utilisée sur la commune a quant à elle augmenté, passant de 498 ha en 1988 à 603 ha en 2020. Parallèlement la surface agricole utilisée moyenne par exploitation a augmenté, passant de 15 à 43 ha.

#### Viticulture

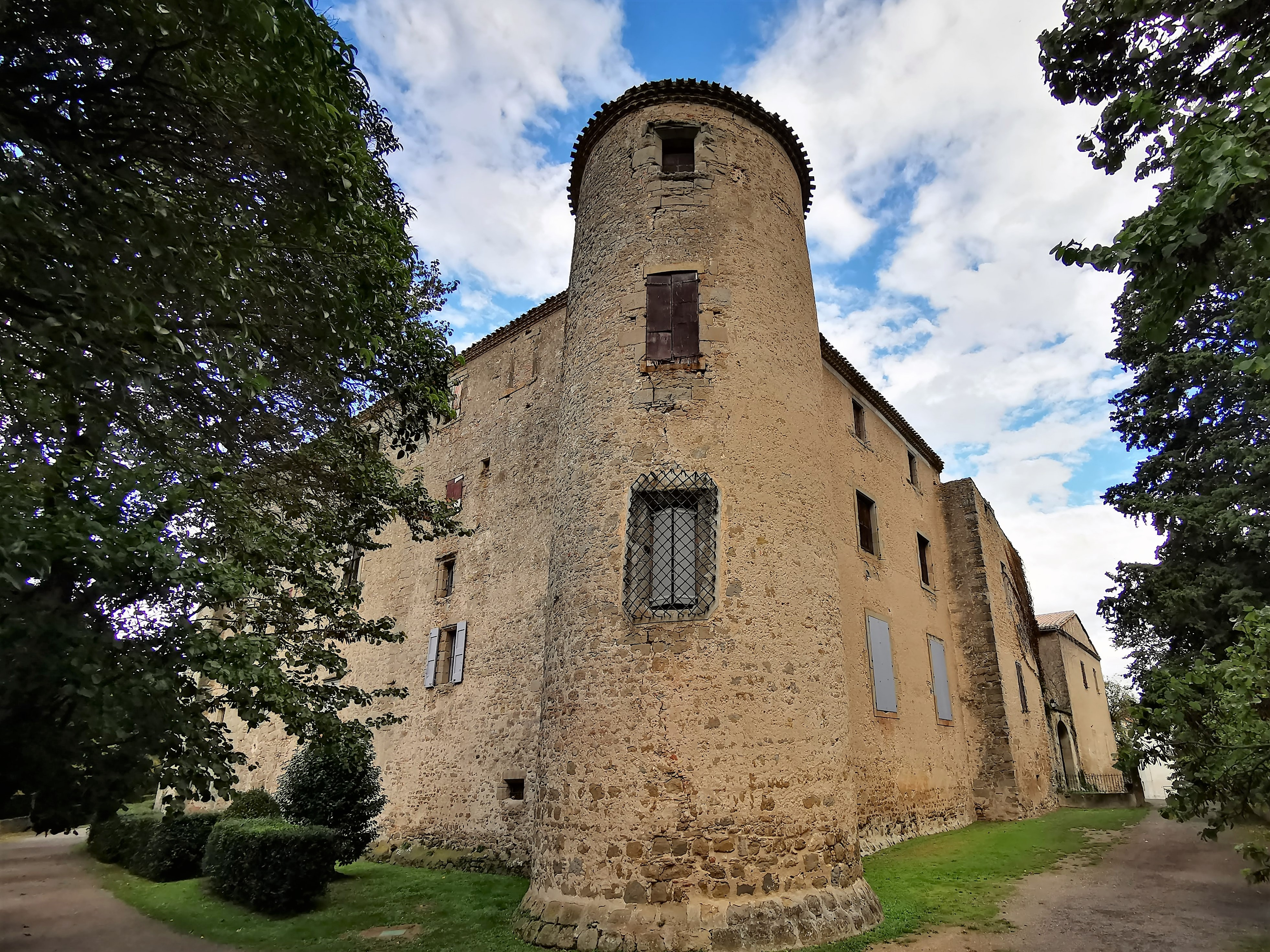
Le château de Leuc.

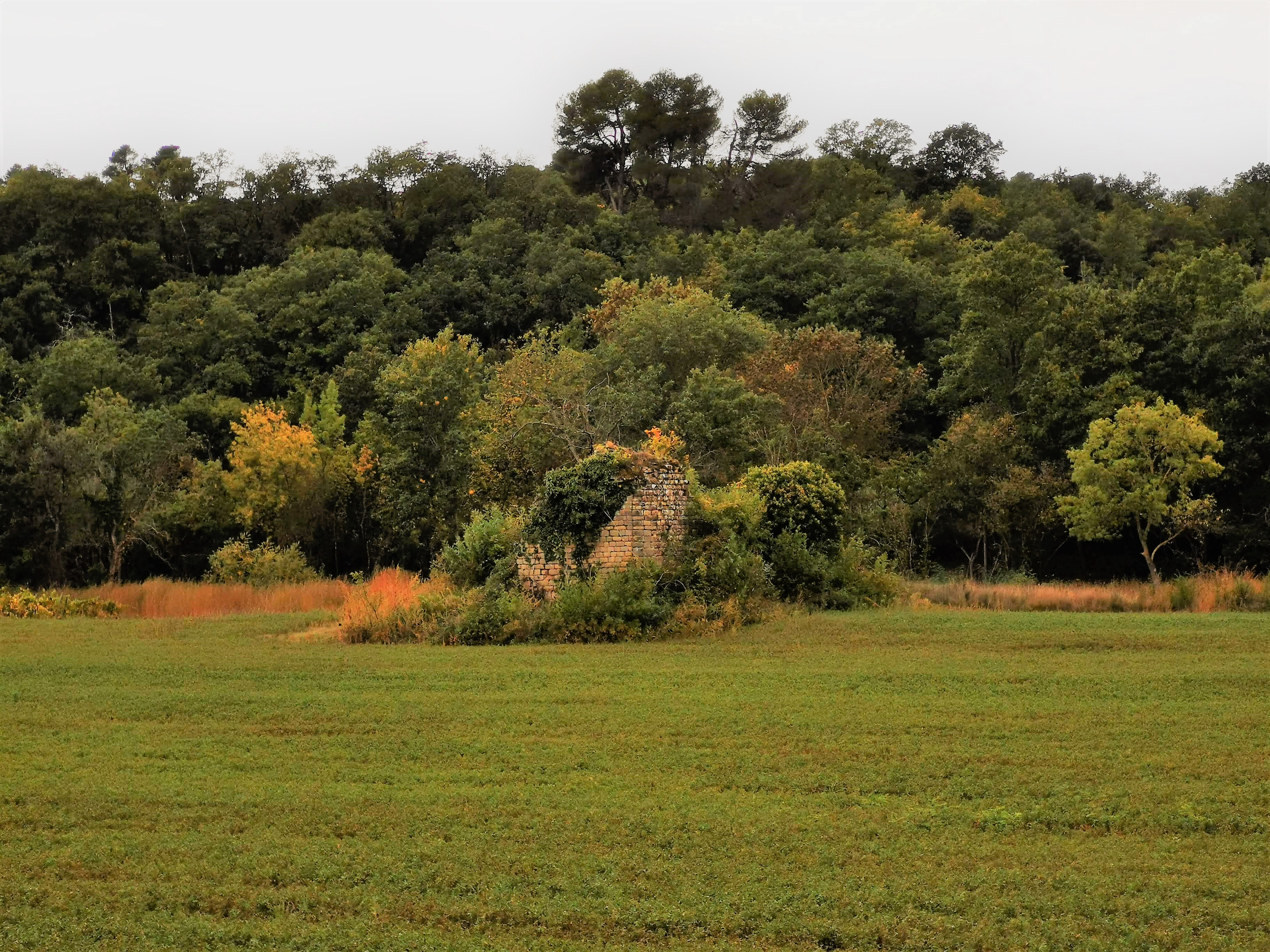
Chapelle Saint-Laurent de Leuc.

- Cité-de-carcassonne (IGP).

## Culture locale et patrimoine

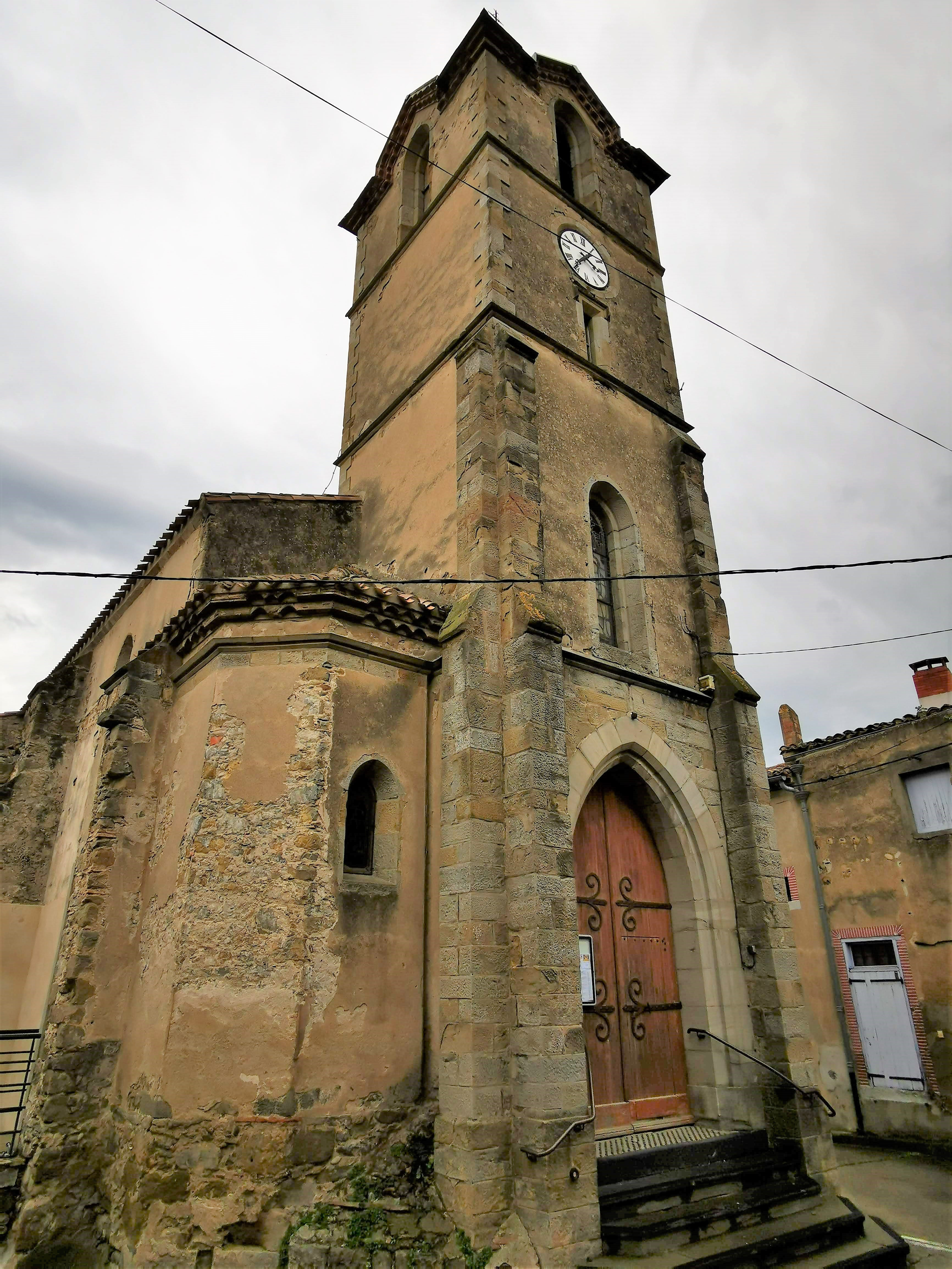
Église Saint-Pierre-ès-Liens de Leuc.

### Lieux et monuments
- Château de Leuc : château du XIVe siècle en cours de rénovation ;
- Chapelle de Saint-Laurent entre Verzeille et Leuc. Les vestiges ont été inscrits au titre des monuments historiques en 1948[36] ;
- Église Saint-Pierre-ès-Liens de Leuc. L'édifice est référencé dans la base Mérimée et à l'inventaire général région Occitanie[37].

### Personnalités liées à la commune
- La famille Dax, originaire de Carcassonne, fut liée à Leuc depuis le milieu du XVe siècle, lorsque ses représentants devinrent seigneur de Leuc, parmi ses membres se sont notamment illustrés : Jean Dax seigneur de Leuc, d'Axat et autres places conseiller, grand chambellan du roi Charles VIII et Grand prévôt des maréchaux de France au royaume de Sicile et Ange Jean Michel Bonaventure de Dax, marquis d'Axat, maire de Montpellier dans la première moitié du XIXe siècle ;
- La famille de Lévis qui devint seigneur de Leuc à la suite de la famille Dax.

### Héraldique
| Blason de Leuc | Blason  | De gueules à un pal ondé d'argent.               |
| Blason de Leuc | Détails | Le statut officiel du blason reste à déterminer. |